# Lospalos
Lospalos – miasto w Timorze Wschodnim, stolica administracyjna dystryktu Lautém, położone 248 km na wschód od stolicy kraju Dili. Według danych ze stycznia 2008 r. miasto zamieszkuje 17 465 osób. Jest to trzecie co do wielkości miasto kraju.
Na okolicach miasta Lospalos koncentruje się obszar występowania języka fataluku, zaliczanego do języków transnowogwinejskich. Nazwa miasta wywodzi się od jego dawnej nazwy w tym właśnie języku (Lohoasupala), jednakże ze względu na skojarzenie z językiem hiszpańskim bywa zapisywana w formie Los Palos.